# Tricarinodynerus prominens
Tricarinodynerus prominens är en stekelart som först beskrevs av Giordani Soika 1937.  Tricarinodynerus prominens ingår i släktet Tricarinodynerus och familjen Eumenidae. Inga underarter finns listade i Catalogue of Life.